# Галогенная лампа

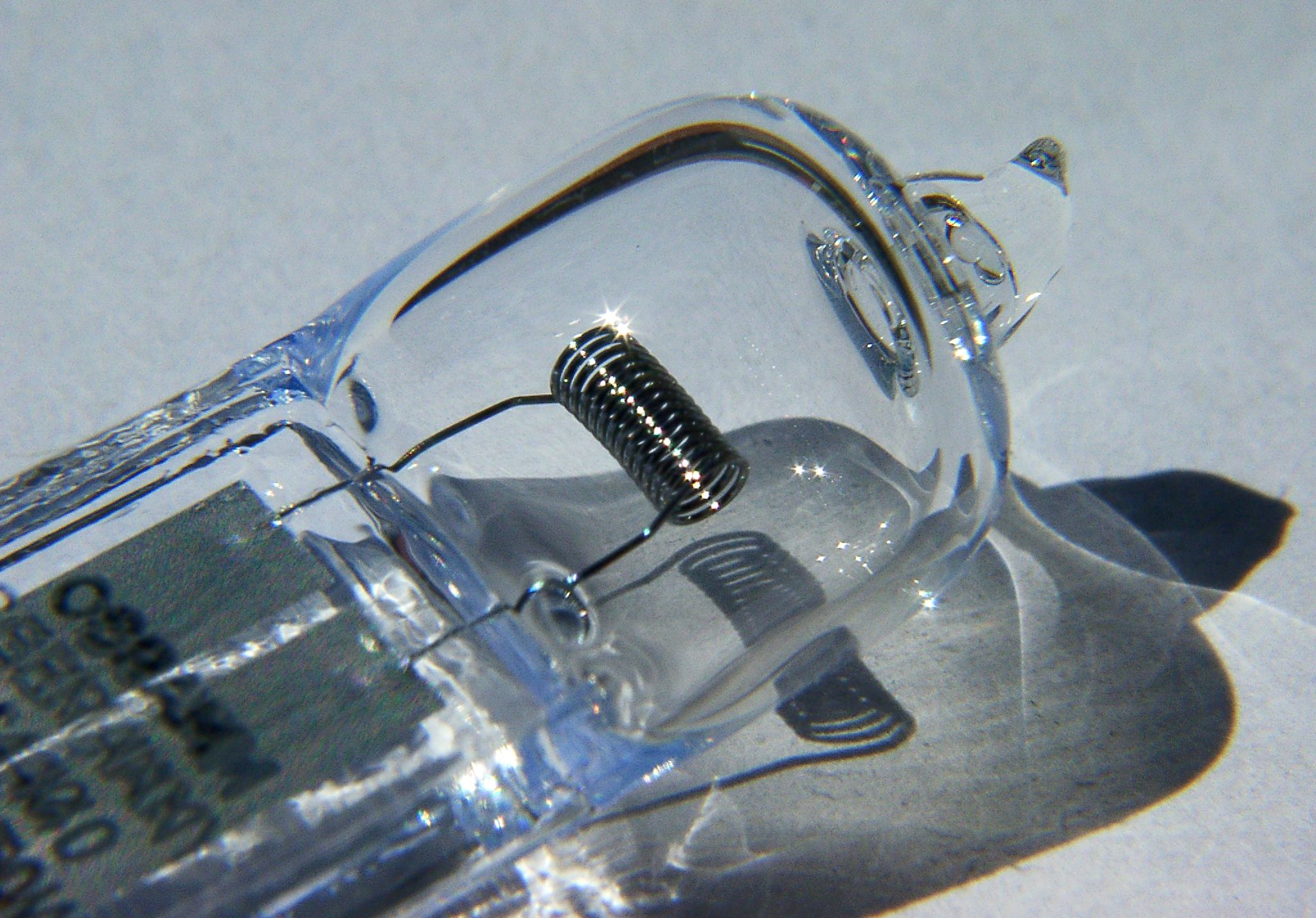
Галогенная лампа

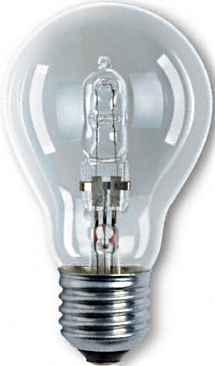
Галогенная лампа накаливания с цоколем Е27 и двойной колбой

Галоге́нная (галоге́новая) ла́мпа — лампа накаливания, в баллон которой добавлен буферный газ: пары галогенов (брома или иода). Буферный газ повышает срок службы лампы до 2000-4000 часов и позволяет повысить температуру спирали. При этом рабочая температура спирали составляет примерно 3000°C. Эффективная светоотдача большинства массово производимых галогенных ламп на 2012 год составляет от 15 до 22 лм/Вт.

## История
Галогенный цикл, лежащий в основе принципа действия ламп данного типа, был открыт в 1915 году Ирвингом Ленгмюром во время исследования адсорбции газов на твёрдых поверхностях. В своих исследованиях Лэнгмюр использовал источник света с двумя вольфрамовыми спиралями, находящимися в атмосфере, содержащей пары галогенов. Он обратил внимание, что если в такой конструкции включать только одну спираль, то вторая, холодная, постепенно истончается при работе прибора вплоть до полного исчезновения, а раскалённая, наоборот, становится толще.
Коммерческие галогенные лампы, основанные на данном регенеративном действии, появились достаточно поздно, в 1959 году, что позволило повысить КПД, который для обычных ламп накаливания в то время составлял немногим более 2 %.

## Принцип действия
В лампе накаливания электрический ток, проходя через тело накала (обычно — вольфрамовую спираль), нагревает его до высокой температуры. Нагреваясь, тело накала начинает светиться. Из-за высокой температуры атомы вольфрама испаряются с поверхности тела накала (вольфрамовой спирали) и осаждаются (конденсируются) на менее горячих поверхностях колбы, ограничивая срок службы лампы.
В галогенной лампе окружающий тело накала иод или бром (совместно с остаточным кислородом) вступает в химическое соединение с испарившимися атомами вольфрама, препятствуя осаждению последних на колбе. Этот процесс является обратимым — при высоких температурах вблизи тела накала соединения вольфрама распадаются на составляющие вещества. Атомы вольфрама высвобождаются таким образом либо на самой спирали, либо вблизи неё. В результате атомы вольфрама возвращаются на тело накала, что позволяет повысить рабочую температуру спирали (для получения более яркого света), продлить срок службы лампы, а также уменьшить габариты по сравнению с обычными лампами накаливания той же мощности.
Галогенные лампы одинаково хорошо работают на переменном и постоянном токе. При применении плавного включения срок службы может быть повышен до 8000-12 000 часов.

## Преимущества и недостатки
Достоинством галогенных ламп является минимально возможное мерцание при питании переменным током промышленной частоты и более высокая эффективность преобразования энергии в видимый свет в сравнении с другими лампами накаливания. Недостатком этой системы является то, что распад галогенидов вольфрама при обратном переносе на спираль осуществляется неравномерно и зависит от температуры участков спирали. В результате на ней образуются со временем утолщения и утоньшения, приводящие к разрушению, хотя и, конечно, гораздо медленнее, чем у простых ламп накаливания при той же температуре. При использовании галогенных ламп в сети переменного тока совместно с диммером может возникать низкочастотный акустический шум, но его нельзя отнести к недостаткам самих ламп.
Утилизация их не требует особой процедуры, поскольку эти источники света не содержат веществ и материалов, опасных для окружающей среды и живых организмов (не путать с металлогалогенными лампами!).

### Компактность
Добавление галогенов предотвращает осаждение вольфрама на стекле при условии, что температура стекла выше 250 градусов Цельсия. По причине отсутствия почернения колбы галогенные лампы можно изготавливать очень компактными. Малый объём колбы позволяет, с одной стороны, использовать большее рабочее давление (что опять же ведёт к уменьшению скорости испарения нити) и, с другой стороны, без существенного увеличения стоимости заполнять колбу тяжёлыми инертными газами, что ведёт к уменьшению потерь энергии за счёт теплопроводности. Всё это увеличивает срок службы галогенных ламп и повышает их эффективность (КПД).
Значительным недостатком являются низкий световой КПД по сравнению с другими типами ламп (газоразрядными и светодиодными), кроме ламп накаливания, и более высокая пожароопасность по сравнению с обычными лампами накаливания — колба лампы во время работы разогревается до ещё более высоких температур, чем у других видов ламп накаливания, так что при непосредственном контакте с галогенной лампой может вспыхнуть бумага. Также недопустимо трогать кварцевую колбу лампы голыми руками (это не касается ламп с двойной колбой, сделанных под цоколи Е14 и Е27), поскольку отпечатки жира с кожи приведут к локальным перегревам колбы, из-за чего лампа может даже взорваться. 

### Цветопередача
Галогенные лампы обладают хорошей цветопередачей (Ra 99-100), поскольку их непрерывный спектр близок к спектру абсолютно чёрного тела с температурой 2800-3000 K. Их свет подчёркивает тёплые тона, но в меньшей степени, чем свет обычных ламп накаливания.

## Применение
Хотя галогенные лампы не достигают эффективности люминесцентных и тем более светодиодных ламп, их преимущество состоит в том, что они могут быть без каких-либо доработок использованы для замены обычных ламп накаливания, например, с диммерами и с выключателями с подсветкой («с огоньком»).
Галогенные лампы также активно используются в автомобильных фарах благодаря своим повышенным светоотдаче, долговечности, устойчивости к колебаниям напряжения, малым размерам колбы. Они обозначаются латинской буквой «H» (halogen). После буквы идёт цифровое обозначение цоколя, например, H1, H4, H11, H15, H27. Также встречаются обозначения HB1, HB3, HB4.

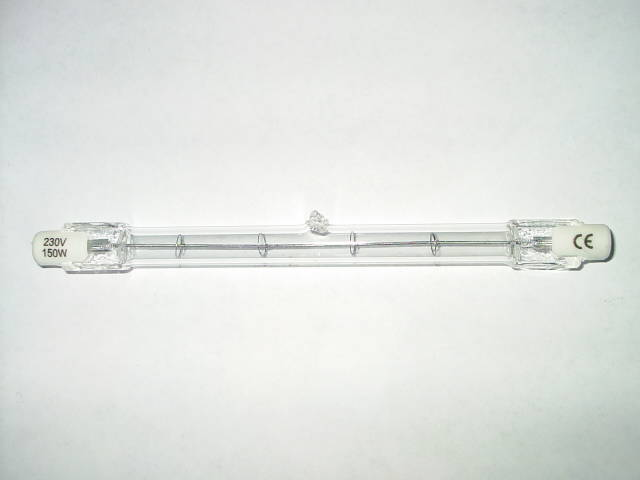
Мощная осветительная галогенная лампа (~230 В, 150 Вт, L=118 мм) для прожектора

Мощные галогенные лампы используются в прожекторах, рампах, а также для освещения при фото-, кино- и видеосъёмке, в кинопроекционной аппаратуре, в офсетной и флексографической печати и шелкографии, для экспонирования и сушки материалов, чувствительных к ультрафиолетовому излучению.
Галогенные лампы с небольшой температурой тела накала являются источниками инфракрасного излучения и используются в качестве нагревательных элементов, к примеру в электроплитах, микроволновых печах (гриль), паяльном оборудовании (спайка ИК-излучением термопластов, подогревательные столы для печатных плат и т. п.), лазерных принтерах.

## Исполнение

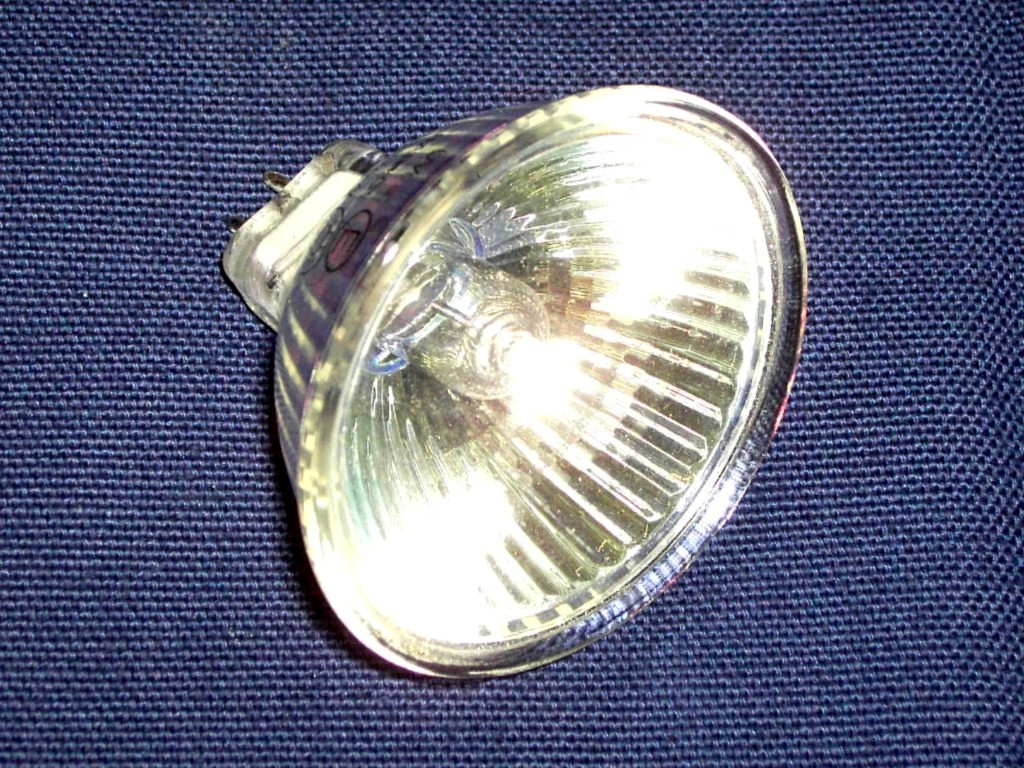
Лампа типоразмера MR16

Галогенные лампы могут быть изготовлены как в компактных типоразмерах MR16, MR11 с цоколем GU 5.3, G4, GY 6.35 (на 12 вольт) или G9, GU10 (на 220 или 110 вольт), так и с цоколем Эдисона Е14 или Е27 (на 110 или 220 вольт), линейные с цоколем R7 различной длины (L=78 мм, L=118 мм и др.). Колба ламп может быть прозрачной, матированной, а также иметь рефлектор и/или рассеиватель.
Лампы типоразмеров MR предназначены для установки в транспортных средствах (автомобилях, мотоциклах, велосипедах), при подключении через трансформатор к бытовой сети могут использоваться для стационарного освещения («точечное освещение», компактные светильники).
Лампы типоразмера GU используются для стационарного освещения и в отличие от ламп MR подключаются к бытовой сети без трансформатора. Определить тип лампы (MR или GU), установленной в светильнике или световой «точке», не вынимая лампу, можно, проследив характер изменения яркости лампы при включении и выключении. Лампа GU загорается и гаснет практически мгновенно, а лампа MR — плавнее, обладая определённой инерцией (порядка 1/2 секунды).
Лампы с цоколем Е14 (миньон) или Е27 (стандарт) предназначены для замещения обычных ламп накаливания. Они снабжены дополнительной внешней колбой (по форме и размерам напоминающей колбу обычных ламп накаливания), защищающей внутреннюю кварцевую колбу от загрязнений, случайных прикосновений и контакта с легкоплавкими материалами.

## Особенности эксплуатации
Из-за высокой рабочей температуры колбы изготавливаются из кварцевого стекла. Галогенные лампы очень чувствительны к жировым загрязнениям, поэтому их нельзя касаться даже чисто вымытыми руками. При быстром нагреве лампы после её включения эти загрязнения начинают испаряться, охлаждая ту часть колбы, на которой они находятся. Из-за неравномерности нагрева стекла в нём возникают сильные внутренние напряжения, которые могут повредить или разрушить колбу — лампа буквально взрывается с большим количеством осколков.
При установке ламп следует держать колбу лампы через чистую салфетку (или в чистых перчатках), а при случайном касании тщательно протереть колбу тканью, не оставляющей волокон (например, микрофиброй) с обезжиривателем (иногда приемлемо просто вытереть или равномерно распределить кожные масла по колбе лампы, в последствии чего они равномерно испарятся с её поверхности не вызывая внутренних напряжений). Обычный этиловый спирт для этих целей не очень подходит, так как слабо растворяет жиры и оставляет белёсые разводы.
Поскольку колба галогенной лампы разогревается до пожароопасных температур, то её следует монтировать так, чтобы в дальнейшем полностью исключить всякую возможность её соприкосновения с любыми находящимися поблизости предметами и материалами, и тем более человеческим телом. При использовании лампы в осветительном оборудовании, металлический корпус разогревается до высоких температур и при прикосновении к человеческому телу может вызывать ожоги. При необходимости прикосновения к оборудованию рекомендуется использовать защитные перчатки или подождать пока корпус остынет до приемлемых температур.
При использовании галогенной лампы с диммером необходимо время от времени включать лампу на полную мощность примерно на 10 минут, чтобы испарить накопившийся на внутренней части колбы осадок иодида вольфрама.

## IRC-галогенные лампы
Новым направлением развития ламп является так называемые IRC-галогенные лампы (сокращение «IRC» обозначает «инфракрасное покрытие»). На колбы таких ламп наносится специальное покрытие, которое пропускает видимый свет, но задерживает инфракрасное (тепловое) излучение и отражает его назад, к спирали. За счёт этого уменьшаются потери тепла и, как следствие, увеличивается эффективность (КПД) лампы. По данным фирмы OSRAM, потребление энергии снижается на 45 %, а срок службы удваивается (по сравнению с обычной галогенной лампой). Такая галогенная лампа мощностью 65 Вт даёт световой поток 1700 лм, то есть имеет световую отдачу 26 лм/Вт. Это примерно вдвое меньше световой отдачи компактной люминесцентной лампы мощностью 30 Вт (1900 лм), требующейся для создания аналогичного светового потока, и вдвое больше световой отдачи простой лампы накаливания.